# 豊島岡墓地
豊島岡墓地（としまがおかぼち）は、東京都文京区大塚5丁目にある、皇族（皇后になった者を除く）専用の墓地である。護国寺に隣接する。

## 概要
墓地の広さは80472平方メートル、墓数は61基（被葬者は皇族以外の者を含む63名）。墓地の始まりは1873年（明治6年）、明治天皇の第1皇子である稚瑞照彦尊が死産した際、明治政府が皇居に近い東京府豊島郡の護国寺所有地に目を付けて使用を始めた。以後「陵」に埋葬される天皇と皇后を除く皇族専用の墓地として整備されてきた。
宮内庁が管理する皇室財産であり、基本的な保全費用と断絶した宮家の墓石の修繕費は国家予算に基づく宮内庁費で負担しているが、墓石の修繕などの一部は、祭祀を行う皇族が皇室経済法に則った費用で負担する。警備上、ここに墓参できるのは天皇や皇族のほか、事前に許可を受けた縁故者または関係者に限られる。皇族の葬儀や祭事に際して記帳や参拝を受け付ける場合などを除き、一般国民が敷地内に立ち入って墓前参拝をすることはできない。
豊島岡墓地においては、皇族の葬儀（斂葬の儀）が執り行われる。貞明皇后や香淳皇后の大葬の礼も当地で行われた。
豊島岡墓地は皇族専用の墓地であるため、ここに葬られるのは原則として薨去の時点で皇族であった者（民間から皇室に嫁いだ女性も含む）に限られ、生まれながらの皇族であっても生前に自ら皇籍を離脱した者は葬られない。ただし、明治天皇の生母である中山慶子やその父の中山忠能などは皇族に準ずるとして埋葬を許されたほか、久邇朝融（香淳皇后の実兄/皇籍離脱前は久邇宮朝融王）や東久邇稔彦（第43代内閣総理大臣/皇籍離脱前は東久邇宮稔彦王）、昭和天皇第1皇女で、盛厚王の妃となった東久邇成子（戦後、舅の稔彦王に随って皇籍離脱する前は成子内親王）など、1947年（昭和22年）10月14日に皇籍離脱した、いわゆる「旧皇族」の一部も特例として同地に葬られている。

## 施設の内部
正門を入って程なく右手に参集所があり、墓参者が休憩できるようになっている。参集所は宮内庁書陵部の管理棟も兼ねている。参集所の周りは割石を敷き詰めた庭と駐車場で、その奥は広めの空き地となっており、皇族の葬儀が執り行われる際に祭壇を設けるための礎石がある。あとの敷地内はほとんどが雑木林であり、いわゆる「音羽の森」の面影を残し、池袋周辺などに出没するカラスたちの宿り木となっている。この林のところどころを切り開き、それぞれの宮家ごとに鳥居と柵で囲われた区画が造られている。隣接する護国寺との境界は地図等では識別しにくいが、侵入防止用のコンクリート塀や池などで仕切られている。
明治期から第二次世界大戦ごろまでに建立された墳墓はほとんどが土葬であったため、現在の民間でよく行われるように１つの墓に複数の被葬者を合葬するのではなく、被葬者1人につき1基が設けられている。形はほとんどが明治以降の天皇と同じ円墳もしくは上円下方墳であるが、大きさは天皇陵に比べるとはるかに小さく、宮家当主の墓でも幅・高さとも2メートル以内のものが多い。一方、戦後に建立された墳墓は若干大型化した代わりに遺体を（近年は落合斎場で）火葬に付し、秩父宮雍仁親王・同妃勢津子や高松宮宣仁親王・同妃喜久子、三笠宮崇仁親王・同妃百合子のように一つの墓に夫婦合葬する傾向にある。

## 豊島岡墓地の歴史
元々は隣接する護国寺の所有地であったが、明治政府により召し上げられた場所である。文京区内では小高い標高34メートル近辺にあるため、権現山などと呼ばれていたようである。江戸時代中期以降、天皇家の墓所は京都の泉涌寺にあり、その他の宮家も京都市内および周辺地区の寺院に墓所が点在している状況であり、いずれも明治以降に事実上の首都となった東京からは遠方にあった。そのため、1873年（明治6年）に明治天皇の第一皇子である稚瑞照彦尊が死産した際には、東京市周辺に墓所及び葬送儀式を行う広い面積を持つ場所が必要となった。明治政府が複数の候補地の中から同地を選定し、1873年（明治6年）9月22日に「豊島ヶ岡御陵」と命名して使用を開始した。以降、皇族の葬送儀式を執り行う場所として、また墓地として利用されている。現在用いられている「豊島岡墓地」の名称は、1927年（昭和2年）10月29日付の宮内省告示第23号で正式に命名された。

## 被葬者一覧
| 名                     | 薨去・死去日                     | 宮家       | 備考                                                                  |
| ---------------------- | -------------------------------- | ---------- | --------------------------------------------------------------------- |
| 高琳院松誉宝月円清大姉 | 1700年10月16日（元禄13年9月5日） | 有栖川宮家 | 高松宮好仁親王第2王女、1927年（昭和2年）天徳寺 (東京都港区)より改葬。 |
| 熾仁親王妃貞子         | 1872年（明治5年）2月17日         | 有栖川宮家 | 1927年東海寺大山墓地より改葬。徳川斉昭11女。                          |
| 稚瑞照彦尊             | 1873年（明治6年）9月18日         | 直宮家     | 明治天皇第1皇子。                                                     |
| 稚高依姫尊             | 1873年（明治6年）11月13日        | 直宮家     | 明治天皇第1皇女。                                                     |
| 幟仁親王妃広子         | 1875年（明治8年）7月9日          | 有栖川宮家 | 1927年東海寺大山墓地より改葬。二条斉信5女。                           |
| 博経親王               | 1876年（明治9年）5月24日         | 華頂宮家   | 邦家親王第12王子。                                                    |
| 薫子内親王             | 1876年（明治9年）6月8日          | 直宮家     | 明治天皇第2皇女。                                                     |
| 敬仁親王               | 1878年（明治11年）7月26日        | 直宮家     | 明治天皇第2皇子。                                                     |
| 昭徳王                 | 1883年（明治16年）2月6日         | 伏見宮家   | 貞愛親王第3王子。                                                     |
| 博厚親王               | 1883年（明治16年）2月15日        | 華頂宮家   | 博経親王第1王子。                                                     |
| 韶子内親王             | 1883年（明治16年）9月6日         | 直宮家     | 明治天皇第3皇女。                                                     |
| 章子内親王             | 1883年（明治16年）9月8日         | 直宮家     | 明治天皇第4皇女。                                                     |
| 幟仁親王               | 1886年（明治19年）1月24日        | 有栖川宮家 | 韶仁親王第1王子。                                                     |
| 延久王                 | 1886年（明治19年）6月28日        | 北白川宮家 | 能久親王第2王子。                                                     |
| 績子女王               | 1886年（明治19年）9月30日        | 有栖川宮家 | 威仁親王第1王女。                                                     |
| 静子内親王             | 1887年（明治20年）4月4日         | 直宮家     | 明治天皇第5皇女。                                                     |
| 中山忠能               | 1888年（明治21年）6月12日        |            | 明治天皇外祖父。                                                      |
| 猷仁親王               | 1888年（明治21年）11月12日       | 直宮家     | 明治天皇第4皇子。                                                     |
| 信子女王               | 1892年（明治25年）1月22日        | 北白川宮家 | 能久親王第4王女。                                                     |
| 篤仁王                 | 1894年（明治27年）7月10日        | 閑院宮家   | 載仁親王第1王子。                                                     |
| 輝仁親王               | 1894年（明治27年）8月17日        | 直宮家     | 明治天皇第5皇子。                                                     |
| 熾仁親王               | 1895年（明治28年）1月15日        | 有栖川宮家 | 幟仁親王第1王子。                                                     |
| 能久親王               | 1895年（明治28年）10月28日       | 北白川宮家 | 邦家親王第9王子。                                                     |
| 多喜子内親王           | 1899年（明治32年）1月11日        | 直宮家     | 明治天皇第10皇女。                                                    |
| 菊麿王妃範子           | 1901年（明治34年）11月11日       | 山階宮家   | 九条道孝次女。                                                        |
| 彰仁親王               | 1903年（明治36年）2月26日        | 小松宮家   | 邦家親王第8王子。                                                     |
| 中山慶子               | 1907年（明治40年）10月5日        |            | 中山忠能次女。明治天皇生母。                                          |
| 博経親王妃郁子         | 1908年（明治41年）11月14日       | 華頂宮家   | 南部利剛長女。                                                        |
| 栽仁王                 | 1908年（明治41年）4月3日         | 有栖川宮家 | 威仁親王第1王子。                                                     |
| 菊麿王                 | 1908年（明治41年）5月2日         | 山階宮家   | 晃親王第1王子。                                                       |
| 威仁親王               | 1913年（大正2年）7月5日          | 有栖川宮家 | 幟仁親王第4王子。                                                     |
| 季子女王               | 1914年（大正3年）7月17日         | 閑院宮家   | 載仁親王第3王女。                                                     |
| 彰仁親王妃頼子         | 1914年（大正3年）6月26日         | 小松宮家   | 有馬頼咸長女。                                                        |
| 依仁親王               | 1922年（大正11年）6月27日        | 東伏見宮家 | 邦家親王第17王子。                                                    |
| 貞愛親王               | 1923年（大正12年）2月4日         | 伏見宮家   | 邦家親王第14王子。                                                    |
| 熾仁親王妃董子         | 1923年（大正12年）2月7日         | 有栖川宮家 | 溝口直溥養女。                                                        |
| 成久王                 | 1923年（大正12年）4月1日         | 北白川宮家 | 能久親王第3王子。                                                     |
| 威仁親王妃慰子         | 1923年（大正12年）6月29日        | 有栖川宮家 | 前田慶寧4女。                                                         |
| 寛子女王               | 1923年（大正12年）9月1日         | 閑院宮家   | 載仁親王第4王女。                                                     |
| 武彦王妃佐紀子女王     | 1923年（大正12年）9月1日         | 山階宮家   | 邦憲王第2王女。                                                       |
| 師正王                 | 1923年（大正12年）9月1日         | 東久邇宮家 | 稔彦王第2王子。                                                       |
| 博忠王                 | 1924年（大正13年）3月19日        | 華頂宮家   | 博恭王王子。                                                          |
| 貞愛親王妃利子女王     | 1927年（昭和2年）10月24日        | 伏見宮家   | 幟仁親王第4王女。                                                     |
| 祐子内親王             | 1928年（昭和3年）3月8日          | 直宮家     | 昭和天皇第2皇女。                                                     |
| 邦彦王                 | 1929年（昭和4年）1月27日         | 久邇宮家   | 朝彦親王第3王子。香淳皇后実父。                                       |
| 邦芳王                 | 1933年（昭和8年）6月1日          | 伏見宮家   | 貞愛親王第2王子。                                                     |
| 鳩彦王妃允子内親王     | 1933年（昭和8年）11月3日         | 朝香宮家   | 明治天皇第8皇女。                                                     |
| 能久親王妃富子         | 1936年（昭和11年）3月20日        | 北白川宮家 | 伊達宗徳次女。                                                        |
| 令子女王               | 1937年（昭和12年）10月25日       | 伏見宮家   | 博義王第2王女。                                                       |
| 博義王                 | 1938年（昭和13年）10月19日       | 伏見宮家   | 博恭王第1王子。                                                       |
| 菊麿王妃常子           | 1938年（昭和13年）2月26日        | 山階宮家   | 島津忠義4女。                                                         |
| 博恭王妃経子           | 1939年（昭和14年）8月18日        | 伏見宮家   | 徳川慶喜9女。                                                         |
| 永久王                 | 1940年（昭和15年）9月4日         | 北白川宮家 | 成久王第1王子。                                                       |
| 載仁親王               | 1945年（昭和20年）5月20日        | 閑院宮家   | 邦家親王第16王子。                                                    |
| 博恭王                 | 1946年（昭和21年）8月16日        | 伏見宮家   | 貞愛親王第1王子。                                                     |
| 載仁親王妃智恵子       | 1947年（昭和22年）3月19日        | 閑院宮家   | 三条実美次女。                                                        |
| 朝融王妃知子女王       | 1947年（昭和22年）6月28日        | 久邇宮家   | 博恭王第3王女。                                                       |
| 梨本守正               | 1951年（昭和26年）1月1日         | 梨本宮家   | 朝彦親王第4王子。1947年に皇籍離脱。                                   |
| 朝香千賀子             | 1952年（昭和27年）12月6日        | 朝香宮家   | 藤堂高紹5女。1947年に皇籍離脱。                                       |
| 雍仁親王               | 1953年（昭和28年）1月4日         | 秩父宮家   | 大正天皇第2皇子。                                                     |
| 東伏見周子             | 1955年（昭和30年）3月4日         | 東伏見宮家 | 岩倉具定長女。1947年に皇籍離脱。                                      |
| 久邇俔子               | 1956年（昭和31年）9月9日         | 久邇宮家   | 島津忠義8女。香淳皇后生母。1947年に皇籍離脱。                         |
| 久邇朝融               | 1959年（昭和34年）12月7日        | 久邇宮家   | 邦彦王第1王子。1947年に皇籍離脱。                                     |
| 東久邇成子             | 1961年（昭和36年）7月23日        | 東久邇宮家 | 昭和天皇第1皇女。1947年に皇籍離脱。                                   |
| 東久邇盛厚             | 1969年（昭和44年）2月1日         | 東久邇宮家 | 稔彦王第1王子。1947年に皇籍離脱。                                     |
| 伏見朝子               | 1971年（昭和46年）4月3日         | 伏見宮家   | 一条実輝3女。1947年に皇籍離脱。                                       |
| 北白川房子             | 1974年（昭和49年）8月11日        | 北白川宮家 | 明治天皇第7皇女。1947年に皇籍離脱。                                   |
| 梨本伊都子             | 1976年（昭和51年）8月19日        | 梨本宮家   | 鍋島直大次女。1947年に皇籍離脱。                                      |
| 賀陽恒憲               | 1978年（昭和53年）1月3日         | 賀陽宮家   | 邦憲王第1王子。1947年に皇籍離脱。                                     |
| 東久邇聡子             | 1978年（昭和53年）3月5日         | 東久邇宮家 | 明治天皇第9皇女。1947年に皇籍離脱。                                   |
| 朝香鳩彦               | 1981年（昭和56年）4月12日        | 朝香宮家   | 朝彦親王第8王子。1947年に皇籍離脱。                                   |
| 賀陽邦寿               | 1986年（昭和61年）4月16日        | 賀陽宮家   | 恒憲王第1王子。1947年に皇籍離脱。                                     |
| 宣仁親王               | 1987年（昭和62年）2月3日         | 高松宮家   | 大正天皇第3皇子。                                                     |
| 山階武彦               | 1987年（昭和62年）8月16日        | 山階宮家   | 菊麿王の第1王子。1947年に皇籍離脱。                                   |
| 閑院純仁               | 1988年（昭和63年）6月18日        | 閑院宮家   | 載仁親王第2王子。1947年に皇籍離脱。                                   |
| 東久邇稔彦             | 1990年（平成2年）1月20日         | 東久邇宮家 | 朝彦親王第9王子。1947年に皇籍離脱。                                   |
| 竹田恒徳               | 1992年（平成4年）5月11日         | 竹田宮家   | 恒久王第1王子。1947年に皇籍離脱。                                     |
| 朝香孚彦               | 1994年（平成6年）5月6日          | 朝香宮家   | 鳩彦王第1王子。1947年に皇籍離脱。                                     |
| 賀陽敏子               | 1995年（平成7年）3月23日         | 賀陽宮家   | 九条道実5女。1947年に皇籍離脱。                                       |
| 雍仁親王妃勢津子       | 1995年（平成7年）8月25日         | 秩父宮家   | 松平恆雄長女。                                                        |
| 憲仁親王               | 2002年（平成14年）11月21日       | 高円宮家   | 崇仁親王第3王子。                                                     |
| 宣仁親王妃喜久子       | 2004年（平成16年）12月18日       | 高松宮家   | 徳川慶久次女。                                                        |
| 寬仁親王               | 2012年（平成24年）6月6日         | 三笠宮家   | 崇仁親王第1王子。                                                     |
| 竹田光子               | 2013年（平成25年）8月11日        | 竹田宮家   | 三条公輝次女。1947年に皇籍離脱。                                      |
| 宜仁親王               | 2014年（平成26年）6月8日         | 桂宮家     | 崇仁親王第2王子。                                                     |
| 北白川祥子             | 2015年（平成27年）1月21日        | 北白川宮家 | 徳川義恕次女。1947年に皇籍離脱。                                      |
| 崇仁親王               | 2016年（平成28年）10月27日       | 三笠宮家   | 大正天皇第4皇子。                                                     |
| 北白川道久             | 2018年（平成30年）10月20日       | 北白川宮家 | 永久王第1王子。1947年に皇籍離脱。                                     |
| 東久邇信彦             | 2019年（平成31年）3月20日        | 東久邇宮家 | 盛厚王第1王子。1947年に皇籍離脱。                                     |
| 崇仁親王妃百合子       | 2024年（令和6年）11月15日        | 三笠宮家   | 高木正得次女。                                                        |